# 亚历克斯·埃德蒙森
亚历克斯·埃德蒙森（英語：Alex Edmondson，1993年12月22日—），澳大利亚男子自行车运动员。他曾代表澳大利亚参加2012年和2016年夏季奥林匹克运动会自行车比赛，其中2016年奥运会获得一枚银牌。